# 戸田忠重
戸田 忠重（とだ ただしげ）は、戦国時代の武士。二連木城主戸田氏15代目当主。

## 生涯
戦国時代に渥美半島で勢力を持った戸田氏の嫡家に生まれる。兄の重貞は徳川家康に従って3,000貫を領したが、永禄7年（1564年）吉田城攻めで戦没した。父宣光は、重貞の妻が妊娠していたためその子への家督移譲を願ったが、家康は敢えて弟の忠重に所領を安堵して家督を相続させた。その後の遠江国侵攻では先駆けを務めるなど活躍し、また家康より「弾正」の官途を名乗ることを許されている。
永禄10年（1567年）二連木において病死。嫡男の虎千代（康長）は当時まだ6歳だったが、家康より特に目をかけられ、忠重の家督継承と松平氏を称することを許された。康長の直系は武蔵国深谷1万石を皮切りに転封を繰り返し、江戸時代中期以降は信濃国松本藩主を務めた。